# Ірвінг Берлін
І́рвінг Бе́рлін (англ. Irving Berlin; справжнє ім'я — Ізраїль Ісідор Бейлін; (11 травня 1888, Толочин  — 22 вересня 1989, США) — американський композитор, автор понад 900 пісень, 19 мюзиклів і музики до 18 кінофільмів.

## Біографія
Син єврейських емігрантів з Російської імперії.

## Творчість
Серед найвідоміших творів Берліна — гімн «Господи, благослови Америку», що вважається неофіційним гімном США (1918), пісня «Puttin' on the Ritz» (1929), що вважається неофіційним гімном Голлівуду і «Світле Різдво» (1954) — один з культових символів різдвяних свят в Америці.
За мотивами життя Ірвінга Берліна 1986 року знято мультфільм «Американський хвіст» (An American Tail), продюсером якого виступив Стівен Спілберг.